# Goli Vrh (gmina Krško)
Goli Vrh – wieś w Słowenii, w gminie Krško. W 2018 roku liczyła 17 mieszkańców.